# Pogost (Rakoula)
Pogost (en russe : Погост) est un hameau russe du raïon de Kholmogory dans l'oblast d'Arkhangelsk. Sa population s'élevait à 4 habitants au recensement de 2021.

## Géographie
Pogost est située dans le centre-nord de l'oblast d'Arkhangelsk, un sujet de Russie européenne qui fait partie du district fédéral du Nord-Ouest. La localité se trouve dans le raïon de Kholmogory, un des raïons de l'oblast, avec le hameau de Kholmogory comme centre administratif.
Pogost, comme tout l'oblast d'Arkhangelsk, est située dans le fuseau horaire MSK (heure de Moscou). Le décalage horaire appliqué par rapport au temps universel coordonné est +03:00.

## Démographie
Recensements (*) ou estimations de la population,,,,:
| 2002* | 2010* | 2012 | 2021* |
| ----- | ----- | ---- | ----- |
| 7     | 1     | 4    | 4     |

## Culture locale et patrimoine
Le hameau possède le pogost de Rakoula, un ensemble architectural religieux composé de deux édifices, avec l'église de l'Intercession-de-la-Bienheureuse-Vierge-Marie de 1763, d'architecture russe en bois, qui est classée comme objet patrimonial culturel de Russie d'importance fédérale sous le no 291410155090006 depuis 1960. L'autre édifice du pogost est l'église de l'Intercession de la Bienheurese-Vierge-Marie, cette fois-ci en pierre, construite en 1915, qui est en ruines.

Pogost de Rakoula :
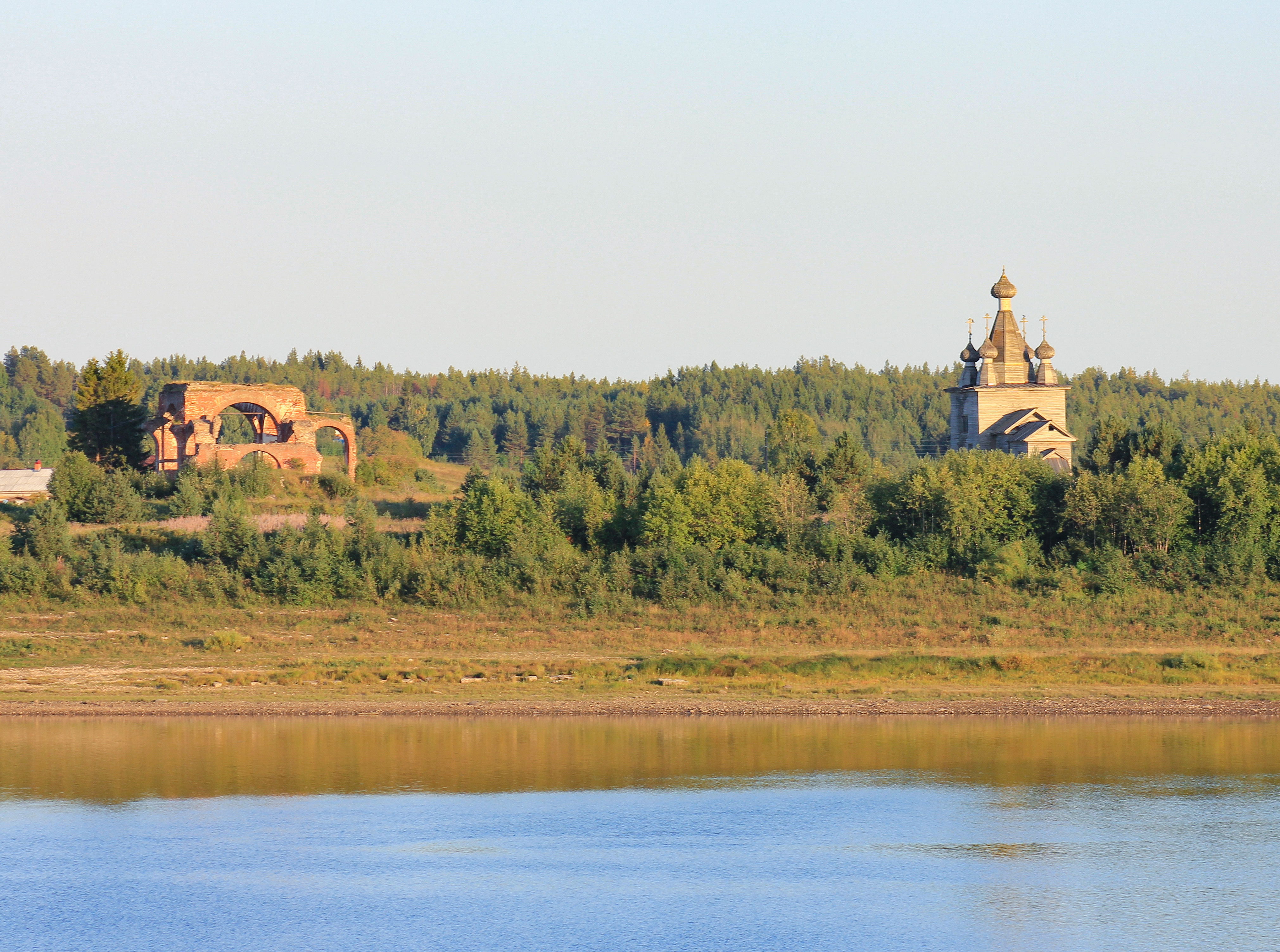
Les deux églises depuis la Dvina septentrionale.
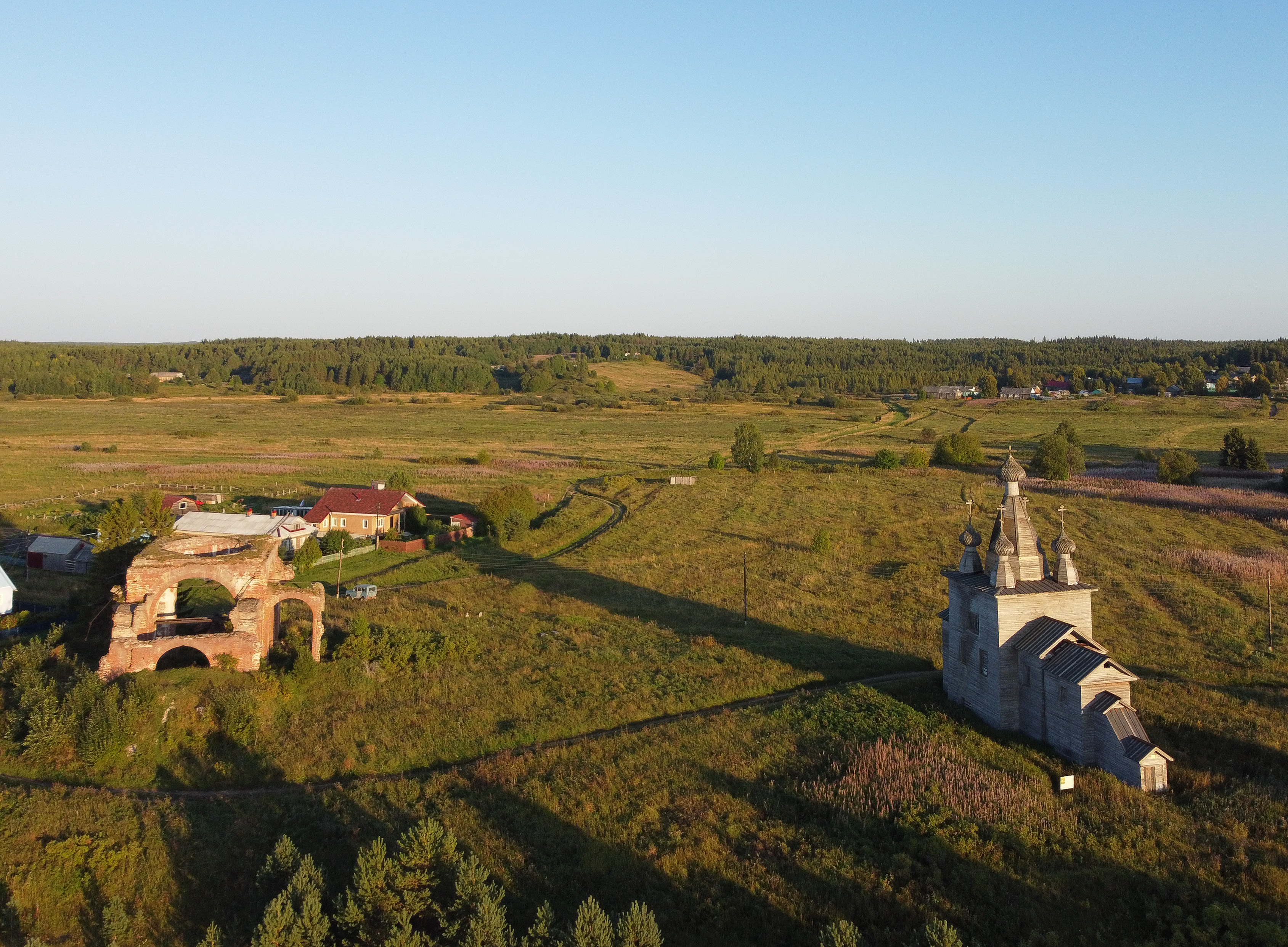
Vue aérienne des deux églises.
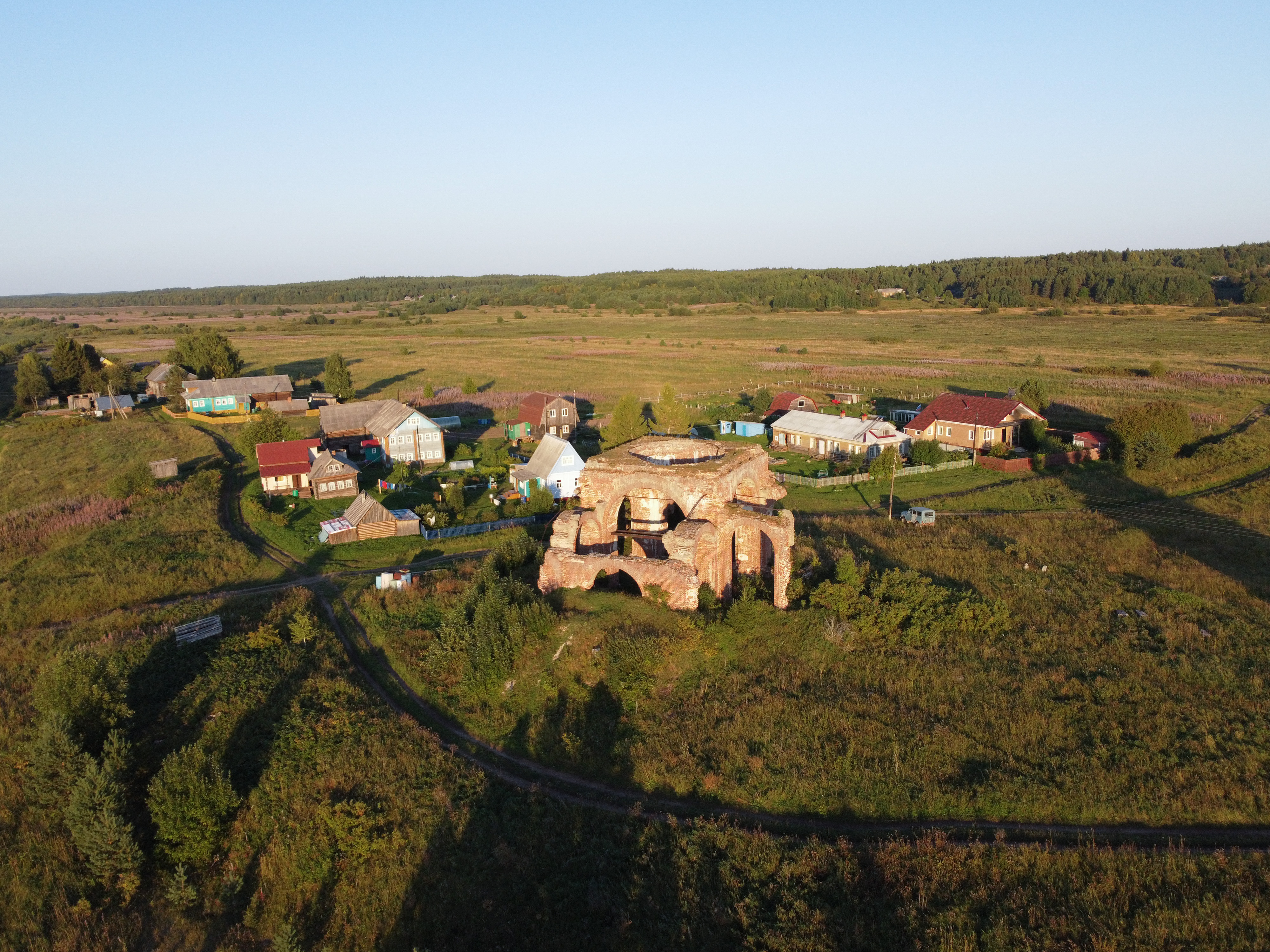
Le village et l'église en ruines.
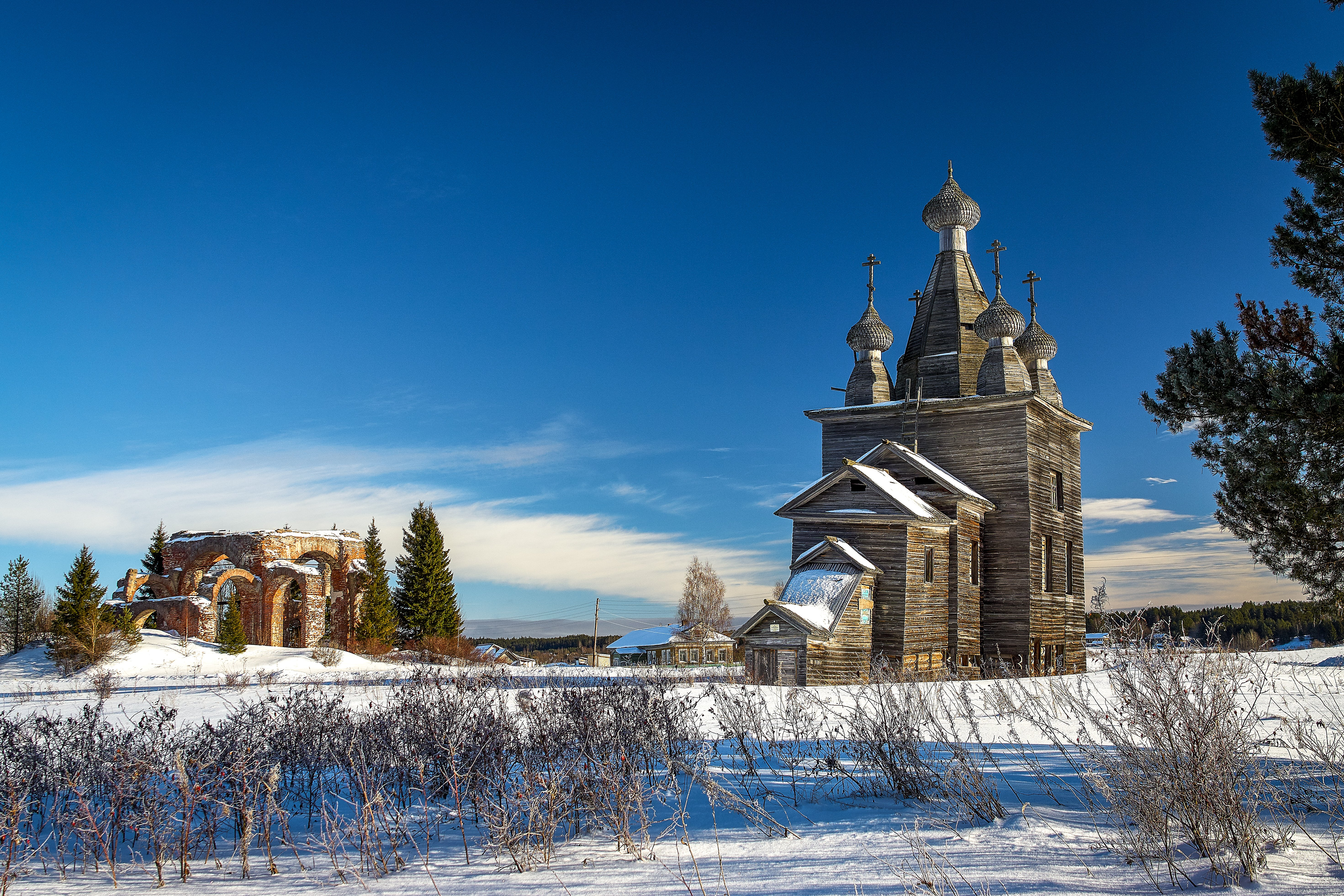
Vue hivernale.